# Espectro de masas
Un espectro de masas es un gráfico de intensidad frente a m/z (relación masa-carga) que representa un análisis químico. Por lo tanto, el espectro de masas de una muestra es un patrón que representa la distribución de iones por masa (más correctamente: relación masa-carga ) en una muestra. Es un histograma que generalmente se adquiere utilizando un instrumento llamado espectrómetro de masas. No todos los espectros de masas de una sustancia dada son iguales. Por ejemplo, algunos espectrómetros de masas rompen las moléculas de analito en fragmentos; otros observan las masas moleculares intactas con poca fragmentación. Un espectro de masas puede representar muchos tipos diferentes de información según el tipo de espectrómetro de masas y el experimento específico aplicado; sin embargo, todas las gráficas de intensidad vs. masa a carga se conocen como espectros de masas. Los procesos de fragmentación comunes para las moléculas orgánicas son el reordenamiento de McLafferty y la escisión alfa. Los alcanos de cadena lineal y los grupos alquilo producen una serie típica de picos: 29 (CH3 CH2+), 43 (CH3 CH2 CH2+), 57 (CH3 CH2 CH2 CH2+), 71 (CH3 CH2 CH2 CH2 CH2+) etc.

## Eje X:m / z(relación masa-carga)
El eje x de un espectro de masas representa una relación entre la masa de un ion dado y el número de cargas elementales que lleva.  Esto se escribe como el estándar IUPAC m / z para denotar la cantidad formada dividiendo la masa de un ion por la unidad de masa atómica unificada y por su número de carga (valor absoluto positivo).  Esto se ha referido como una relación de masa a carga , aunque de alguna manera no se ajusta a esta descripción. El IUPAC Gold Book da un ejemplo: "para el ión C7H72+ , m/z es igual a 45.5". 
Dado que un eje x del espectro de masas representa una relación entre la masa iónica y el número de cargas elementales que un ion dado transporta, contiene información de masa que puede ser extraída por un espectrometista de masas. 

### Notaciones alternativas del eje x
Existen varias alternativas a la notación m / z estándar que aparecen en la literatura; sin embargo, estos no son actualmente aceptados por las organizaciones de estándares y la mayoría de las revistas m/e aparece en la literatura histórica más antigua. Una etiqueta más consistente con el libro verde de la IUPAC y las convenciones ISO 31 es m/Q o m/q donde m es el símbolo para masa y Q o q el símbolo para cargar con las unidades u/e o Da/e. Esta notación no es infrecuente en la física de la espectrometría de masas, pero rara vez se utiliza como la abscisa de un espectro de masas. También se sugirió introducir una nueva unidad thomson (Th) como una unidad de m/z , donde 1 Th = 1 u/e.  De acuerdo con esta convención, los espectros de masas en el eje x podrían etiquetarse m/z (Th) y los iones negativos tendrían valores negativos. Esta notación es rara y no es aceptada por IUPAC o cualquier otra organización de estándares. 

### Historia de la notación del eje x

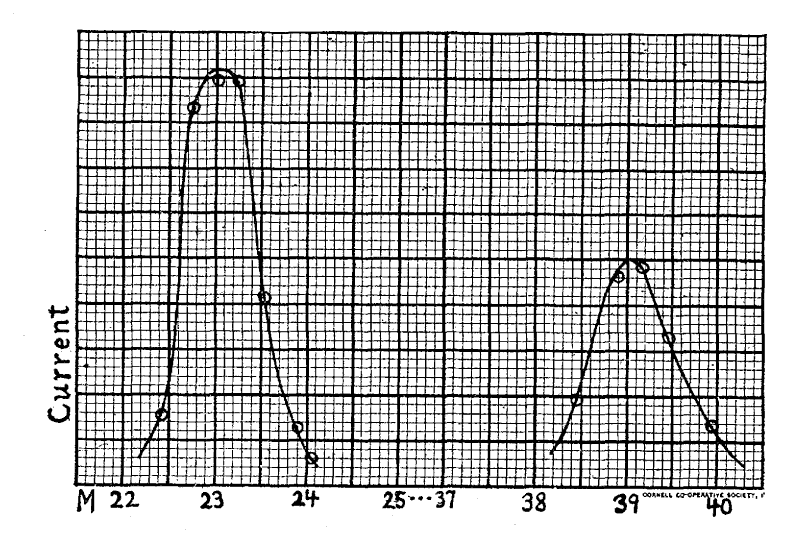
Espectro de masas de iones positivos de sodio y potasio de la publicación de Arthur Dempster en 1918 "Un nuevo método de análisis de rayos positivo" Phys. Ap. 11, 316 (1918)

En 1897 la relación masa-carga {\displaystyle m/e}del electrón fue medido por primera vez por JJ Thomson.  Al hacer esto, demostró que el electrón, que se postulaba antes para explicar la electricidad, era en realidad una partícula con una masa y una carga y que su relación masa-carga era mucho menor que la del ion de hidrógeno H+. En 1913 midió la relación masa-carga de iones con un instrumento que llamó un espectrógrafo de parábola. Aunque estos datos no se representaron como un espectro de masas moderno, fue similar en significado. Eventualmente, hubo un cambio en la notación como m/e dando paso al estándar actual de m/z .  
Al principio de la investigación en espectrometría de masas, la resolución de los espectrómetros de masas no permitía una determinación de masas precisa. Francis William Aston ganó el Premio Nobel de Química en 1922.  "Por su descubrimiento, por medio de su espectrógrafo de masas, de isótopos, en un gran número de elementos no radiactivos, y por su enunciación de la Regla del número entero". En el cual afirmó que todos los átomos (incluidos los isótopos) siguen una regla de número entero Esto implicaba que las masas de los átomos no estaban en una escala, sino que podían expresarse como números enteros.  (De hecho, los iones de carga múltiple eran raros, por lo que en su mayor parte la proporción también era total) Ha habido varias sugerencias (por ejemplo, la unidad thomson) para cambiar la nomenclatura oficial de espectrometría de masas  {\displaystyle m/z}para ser más coherente internamente. 

## Eje Y: intensidad de la señal
El eje y de un espectro de masas representa la intensidad de la señal de los iones. Cuando se usan detectores de conteo, la intensidad a menudo se mide en conteos por segundo (cps). Cuando se usa una electrónica de detección analógica, la intensidad se mide típicamente en voltios.  En FTICR y Orbitraps, la señal del dominio de la frecuencia (el eje y ) está relacionada con la potencia (~ amplitud al cuadrado) de la señal de onda sinusoidal (a menudo reducida a una potencia rms); sin embargo, el eje generalmente no está etiquetado como tal por muchas razones. En la mayoría de las formas de espectrometría de masas, la intensidad de la corriente de iones medida por el espectrómetro no representa con precisión la abundancia relativa, sino que se correlaciona con ella. Por lo tanto, es común etiquetar el eje y con "unidades arbitrarias". 

### Eje Y y abundancia relativa
La intensidad de la señal puede depender de muchos factores, especialmente de la naturaleza de las moléculas que se analizan y de cómo se ionizan. La eficiencia de la ionización varía de una molécula a otra y de una fuente de iones a otra. Por ejemplo, en fuentes de electropulverización en modo de ion positivo, una amina cuaternaria se ionizará excepcionalmente bien, mientras que un gran alcohol hidrofóbico probablemente no se verá, no importa cuán concentrada esté. En una fuente de EI, estas moléculas se comportarán de manera muy diferente.  Además, puede haber factores que afecten la transmisión de iones de manera desproporcionada entre la ionización y la detección. 
En el lado de la detección, hay muchos factores que también pueden afectar la intensidad de la señal de manera no proporcional.  El tamaño del ion afectará la velocidad del impacto y con ciertos detectores la velocidad es proporcional a la salida de la señal.  En otros sistemas de detección, como el FTICR, el número de cargas en el ion es más importante para la intensidad de la señal.  En la resonancia del ciclotrón de iones de transformada de Fourier y en los espectrómetros de masas de tipo Orbitrap, la intensidad de la señal (eje Y) se relaciona con la amplitud de la señal de disminución de la inducción libre. Esto es fundamentalmente una relación de poder (amplitud al cuadrado) pero a menudo se calcula como [rms].  Para señales de decaimiento, rms no es igual a la amplitud promedio. Además, la constante de amortiguamiento (tasa de caída de la señal en el fid) no es la misma para todos los iones. Para poder sacar conclusiones sobre la intensidad relativa se requiere un gran conocimiento y cuidado. 
Una forma común de obtener más información cuantitativa de un espectro de masas es crear una curva estándar para comparar la muestra. Esto requiere saber lo que se debe cuantificar antes de tiempo, tener un estándar disponible y diseñar el experimento específicamente para este propósito. Una variación más avanzada de esto es el uso de un estándar interno que se comporta de manera muy similar al analito. Esta es a menudo una versión del analito etiquetada isotópicamente. Existen formas de espectrometría de masas, como la espectrometría de masas con acelerador, que se diseñan desde abajo para ser cuantitativas. 

### Sesgo espectral
El sesgo espectral es el cambio en la intensidad relativa de los picos espectrales de masa debido a los cambios en la concentración del analito en la fuente de iones a medida que se escanea el espectro de masas.  Esta situación ocurre rutinariamente cuando los componentes cromatográficos se eluyen en una fuente de iones continua.  No se observan sesgos espectrales en los analizadores de masas de trampa de iones (cuadrupolo (esto también se ha visto en QMS) o magnéticos) o de tiempo de vuelo (TOF) porque potencialmente todos los iones se formaron en el ciclo operativo (una instantánea en el tiempo) del instrumento Están disponibles para su detección. 